# Ruehleia bedheimensis
La ruehleia (Ruehleia bedheimensis) è un dinosauro sauropodomorfo erbivoro. Visse nel Triassico superiore (Norico, circa 210 milioni di anni fa) e i suoi resti sono stati ritrovati in Germania.

## Descrizione
Conosciuto per uno scheletro parziale privo di cranio, questo dinosauro aveva l'aspetto tipico dei sauropodomorfi più primitivi: la coda era allungata, le zampe artigliate e il corpo già voluminoso, ad anticipare le forme più evolute come Plateosaurus e Melanorosaurus. I fossili consistono in numerose vertebre cervicali, dorsali e caudali, un osso sacro parziale, uno scapolarcoracoide, parte della pelvi, gran parte delle zampe e una mano quasi completa. L'intero animale doveva essere lungo circa otto metri e aveva la possibilità di camminare sia su due che su quattro zampe. 

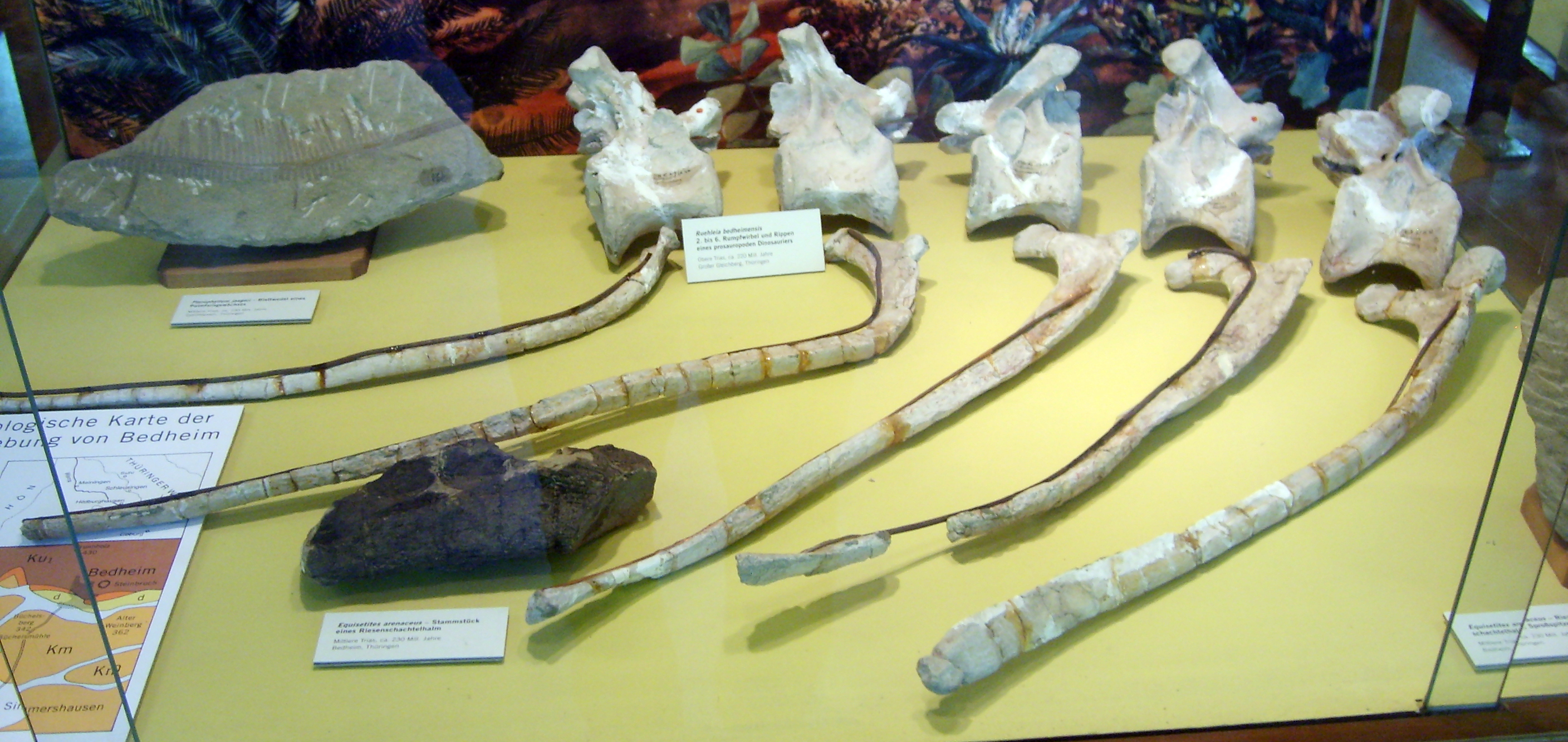
Vertebre e costole di Ruehleia

## Classificazione
I resti di questo dinosauro furono originariamente montati nelle mura interne di un castello in Germania, come anche quelli di un altro dinosauro, il teropode Liliensternus; successivamente vennero studiati e attribuiti alla specie Plateosaurus plieningeri, ma in seguito (Galton, 2001) vennero attribuiti a un nuovo genere e una nuova specie, Ruehleia bedheimensis. Attualmente questo dinosauro è considerato un rappresentante dei sauropodomorfi dai tratti piuttosto primitivi, ed è possibile che fosse un antenato del ben noto Plateosaurus e dei successivi Massospondylidae. Purtroppo, la mancanza di un cranio e dei "piedi" non permette una classificazione più chiara. Il nome generico Ruehleia si riferisce al paleontologo tedesco Hugo Ruehle von Lilienstern (così come Liliensternus).